# ولاية زغوان
ولاية زغوان التي تأسست سنة 1976، هي إحدى ولايات تونس الأربعة والعشرين. تبلغ مساحتها 2.768 كم² (أي 1,7% من مساحة البلاد) وتعداد سكانها سنة (2014) 176.945 نسمة (وهي تحتل بذلك المرتبة 21 بين ولايات تونس من حيث عدد السكان). مركزها مدينة زغوان.

## التاريخ
تأسست ولاية زغوان حول مدينة زغوان، في نوفمبر 1976, وتتكون من 6 معتمديات, 6 بلديات و 48 عمادة.

## الجغرافيا
تقع ولاية زغوان في الشمال الشرقي التونسي وتبعد على العاصمة مسافة 51 كم. تشتهر بمياهها العذبة وطبيعتها الخلابة وقد تعاقبت عليها العديد من الحضارات كالحضارة الرومانية والحضارة الإسلامية وصولاً إلى احتضان المهاجرين الأندلسيين. وتقع مدينة زغوان شمال شرقي البلاد التونسية على بعد قرابة خمسة وخمسين كيلو مترا من العاصمة وقد أطلق عليها الرومان اسم: «زيكا» لارتباطها بجبل زغوان الذي تنضب منه العديد من عيون المياه الطبيعية.
كما يقع في الولاية جبل زغوان هو جبل قرب مدينة زغوان، يمتد على طول 9 كم وعلى عرض 3 كم. قمته المسماة رأس القَصْعَة على ارتفاع 1295 م.
يحدها شمالا ولايتا بن عروس ومنوبة وجنوبا ولايتا سوسة والقيروان وغربا ولايتا سليانة وباجة.
يبلغ متوسط درجة الحرارة فيها 18° مئوية ومعدل تساقط الأمطار السنوي بين 350 و 550 مم.

## التوزع السكاني

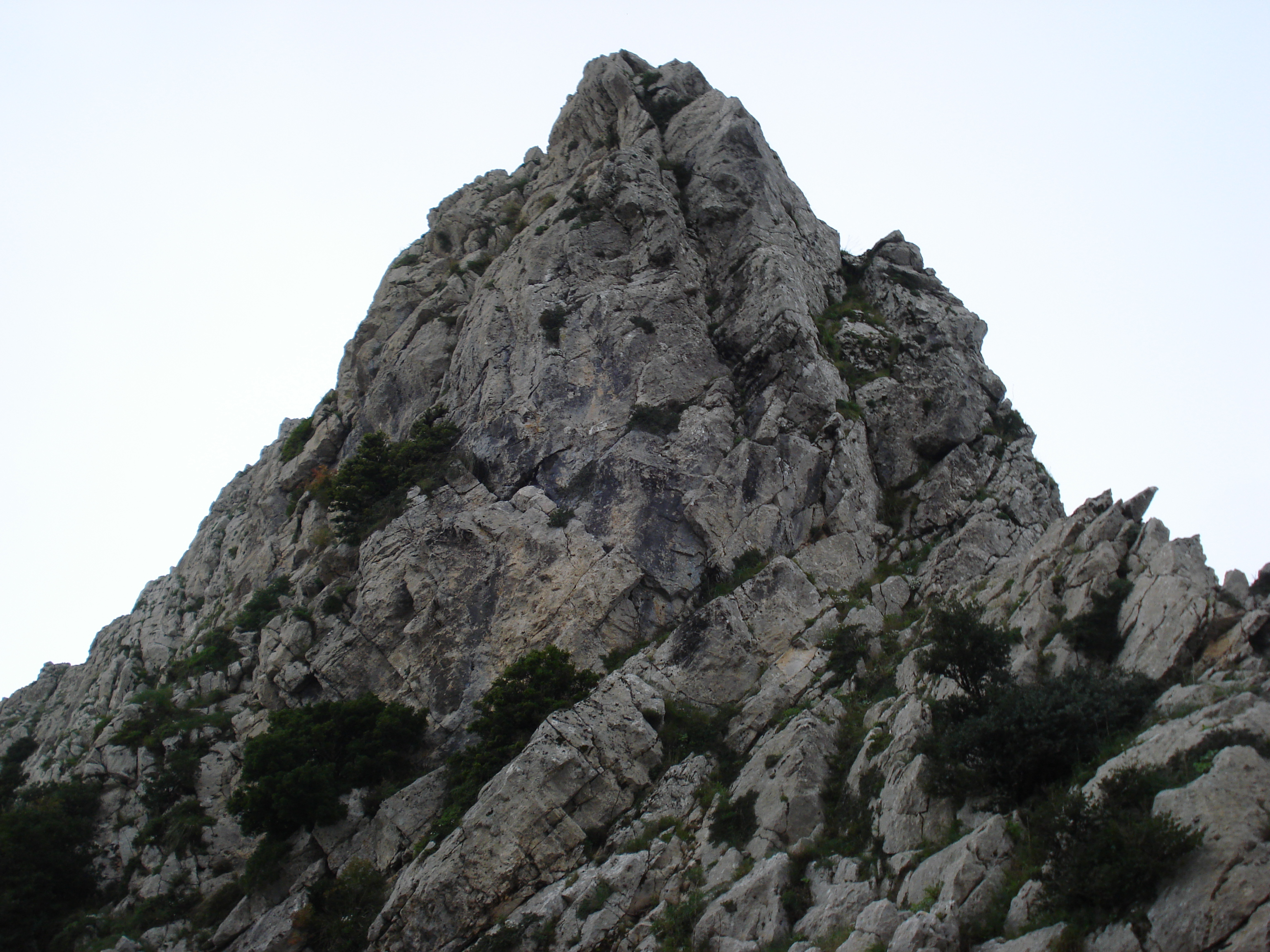
رأس القصعة، وهي قمة جبل زغوان.

تنقسم ولاية زغوان إداريا إلى 6 معتمديات و 48 عمادة. كما توجد بالولاية 6 بلديات و 5 مجالس قروية.
| المعتمدية                     | عدد السكان (2004) |
| ----------------------------- | ----------------- |
| بئر مشارقة                    | 21٬508            |
| الفحص                         | 43٬678            |
| الناظور                       | 28٬550            |
| صواف                          | 12٬095            |
| زغوان                         | 34٬367            |
| الزريبة                       | 20٬765            |
| المصدر: المعهد الوطني للإحصاء |                   |

## الاقتصاد
اشتهرت زغوان بكونها منطقة زراعية إلا أنها عرفت مؤخرا نشاطا صناعيا. تتركز القوة العاملة أساسا في الميدان الفلاحي (33,3%) والخدمات (17,9%) والصناعات اليدوية (16%).
توجد بولاية زغوان 150 مؤسسة صناعية و 63 مؤسسة أجنبية، من بينها 43 وحدة مخصصة للتصدير فحسب. تعمل هذه المؤسسات في ميادين الصناعة والسياحة والخدمات والفلاحة.
أهم المنتوجات الزراعية بالمنطقة هي:
- الحبوب: 5,42% من الإنتاج الوطني
- اللحوم الحمراء: 3,2% من الإنتاج الوطني
- اللحوم البيضاء: 3% من الإنتاج الوطني
- الحليب: 2,4% من الإنتاج الوطني
- زيت الزيتون: 2,5% من الإنتاج الوطني
- الفواكه: 0,63% من الإنتاج الوطني

أهم المنتوجات المصدرة هي:
- النسيج
- المنتجات الميكانيكية الكهربائية والإلكترونية
- زيت الزيتون
- الإسمنت
- صناعات الخشب

## المواقع الأثرية

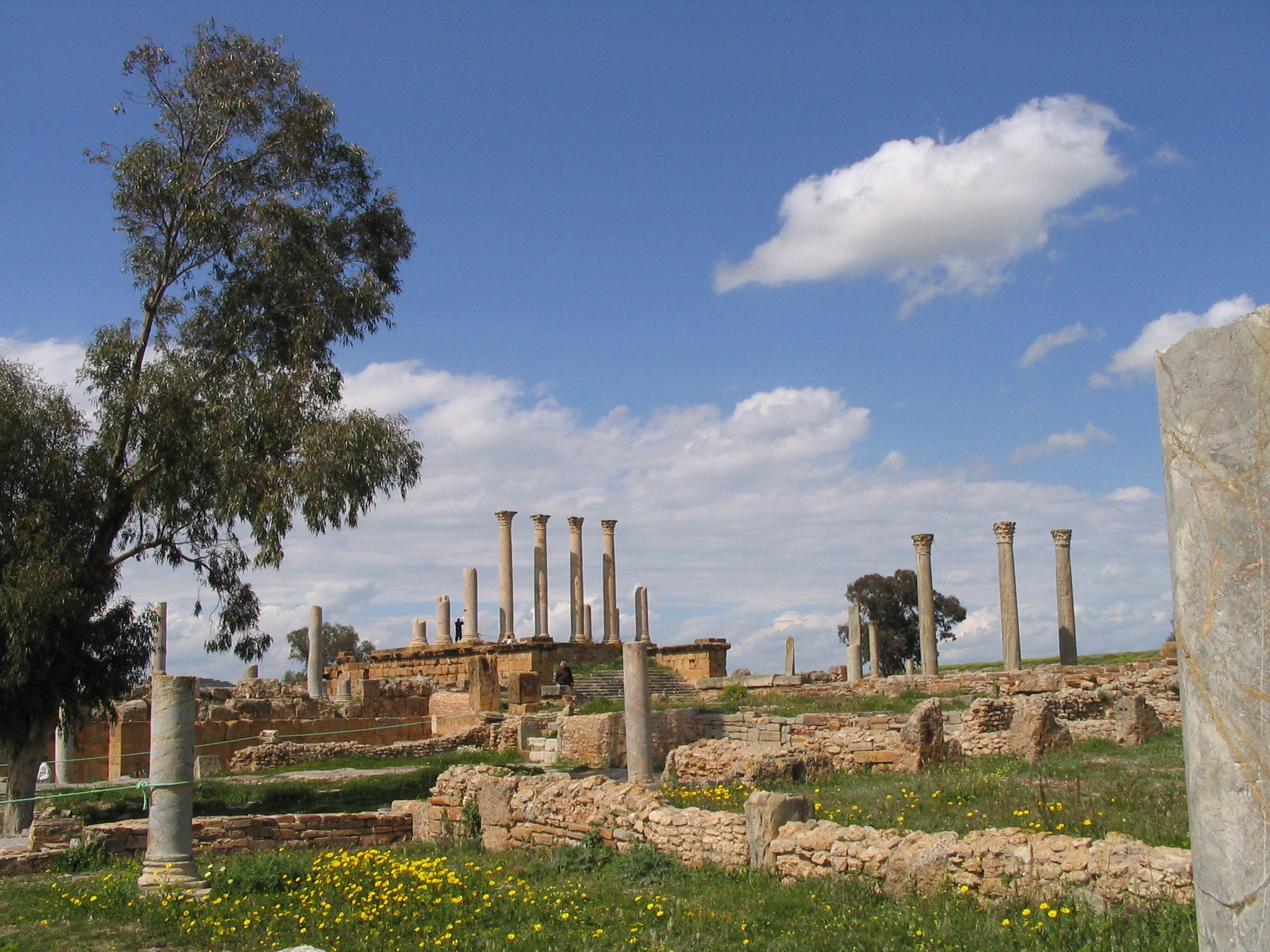
صورة للموقع توبربو ماجوس.

تضم ولاية زغوان المدينة الأثرية توبربو ماجوس التابعة لمدينة الفحص، ويضم الموقع كابيتولا ومعابد وحمامات وحيّا سكنيا يضم منازل ومنشآت تحتوي على عدد كبير من لوحات الفسيفساء.

## الرياضة
ينشط في الولاية عدة أندية رياضية أبرزها نادي نجم الفحص الذي نشط في معتمدية الفحص. ونشط في موسم 2011-2012 في الرابطة التونسية الثالثة لكرة القدم بمجموعة الشمال .